# Argyrophis koshunensis
Argyrophis koshunensis är en ormart som beskrevs av Oshima 1916. Argyrophis koshunensis ingår i släktet Argyrophis och familjen maskormar. Inga underarter finns listade i Catalogue of Life.
Denna orm förekommer på södra Taiwan. Arten lever i låglandet och i bergstrakter upp till 1000 meter över havet. Argyrophis koshunensis gräver i lövskiktet och i det översta jordlagret. Den har unga insekter och ägg av insekter som föda. Honor lägger troligtvis ägg.
Det är inget känt om populationens storlek och möjliga hot. IUCN kategoriserar arten globalt som otillräckligt studerad.